# Voleibol nos Jogos Olímpicos de Verão de 2016 - Feminino
O torneio feminino de voleibol nos Jogos Olímpicos de Verão de 2016 foi realizado no Ginásio do Maracanãzinho, Rio de Janeiro, entre 6 e 20 de agosto e organizado pela Federação Internacional de Voleibol (FIVB) em conjunto com o Comitê Olímpico Internacional (COI).

## Calendário
| G | Fase de grupos | ¼ | Quartas de final | ½ | Semifinais | B | Disputa pelo bronze | F | Final |

| Sab 6 | Dom 7 | Seg 8 | Ter 9 | Qua 10 | Qui 11 | Sex 12 | Sab 13 | Dom 14 | Seg 15 | Ter 16 | Ter 16 | Qua 17 | Qua 17 | Qui 18 | Qui 18 | Sex 19 | Sab 20 | Sab 20 |
| ----- | ----- | ----- | ----- | ------ | ------ | ------ | ------ | ------ | ------ | ------ | ------ | ------ | ------ | ------ | ------ | ------ | ------ | ------ |
| G     |       | G     |       | G      |        | G      |        | G      |        | ¼      | ¼      |        |        | ½      | ½      |        | B      | F      |

## Medalhistas
A China superou a Sérvia para ganhar a medalha de ouro e o título olímpico, enquanto a seleção dos Estados Unidos foi bronze ao derrotar os Países Baixos.
|  | CHN China |  | SRB Sérvia |  | USA Estados Unidos |
|  | Ding Xia Gong Xiangyu Hui Ruoqi Lin Li Liu Xiaotong Wei Qiuyue Xu Yunli Yan Ni Yang Fangxu Yuan Xinyue Zhang Changning Zhu Ting |  | Tijana Bošković Jovana Brakočević Bianka Buša Tijana Malešević Brankica Mihajlović Jelena Nikolić Maja Ognjenović Silvija Popović Milena Rašić Jovana Stevanović Stefana Veljković Bojana Živković |  | Rachael Adams Foluke Akinradewo Kayla Banwarth Alisha Glass Christa Harmotto Kimberly Hill Jordan Larson Carli Lloyd Karsta Lowe Kelly Murphy Kelsey Robinson Courtney Thompson |

## Qualificação
| Torneio de qualificação         | Data                               | Sede       | Vagas | Qualificados   | Última participação |
| ------------------------------- | ---------------------------------- | ---------- | ----- | -------------- | ------------------- |
| País-sede                       | 2 de outubro de 2009               | Copenhague | 1     | Brasil         | Londres 2012        |
| Copa do Mundo de 2015           | 22 de agosto–6 de setembro de 2015 | Japão      | 2     | China          | Londres 2012        |
| Copa do Mundo de 2015           | 22 de agosto–6 de setembro de 2015 | Japão      | 2     | Sérvia         | Londres 2012        |
| Pré-Olímpico da Europa          | 4–9 de janeiro de 2016             | Ancara     | 1     | Rússia         | Londres 2012        |
| Pré-Olímpico da América do Sul  | 6–10 de janeiro de 2016            | Bariloche  | 1     | Argentina      | estreante           |
| Pré-Olímpico da NORCECA         | 7–9 de janeiro de 2016             | Lincoln    | 1     | Estados Unidos | Londres 2012        |
| Pré-Olímpico da África          | 12–16 de fevereiro de 2016         | Yaoundé    | 1     | Camarões       | estreante           |
| Pré-Olímpico da Ásia e Oceania1 | 14–22 de maio de 2016              | Tóquio     | 1     | Japão          | Londres 2012        |
| Qualificatório Mundial1         | 14–22 de maio de 2016              | Tóquio     | 3     | Países Baixos  | Atlanta 1996        |
| Qualificatório Mundial1         | 14–22 de maio de 2016              | Tóquio     | 3     | Itália         | Londres 2012        |
| Qualificatório Mundial1         | 14–22 de maio de 2016              | Tóquio     | 3     | Coreia do Sul  | Londres 2012        |
| Qualificatório Intercontinental | 20–22 de maio de 2016              | San Juan   | 1     | Porto Rico     | estreante           |
| Total                           |                                    |            | 12    |                |                     |

↑1  O Qualificatório Mundial e o Torneio Pré-Olímpico Asiático foram disputados concomitantemente.

## Composição dos grupos
A distribuição das equipes pelos grupos foi realizada pelo sistema de serpentina baseando-se na posição das equipes no ranking da FIVB.
| Grupo A            | Grupo B            |
| ------------------ | ------------------ |
| Brasil (País-sede) | Estados Unidos (1) |
| Rússia (4)         | China (2)          |
| Japão (5)          | Sérvia (6)         |
| Coreia do Sul (9)  | Itália (8)         |
| Argentina (12)     | Países Baixos (14) |
| Camarões (21)      | Porto Rico (16)    |

## Fase de grupos
Na fase de grupos, as seleções jogaram entre si repartidas em dois grupos de seis equipas cada. Os quatro melhores apuraram-se para as quartas de final.
Todas as partidas seguem o fuso horário local (UTC−3).
- Placar de 3–0 ou 3–1: 3 pontos para o vencedor, nenhum para o perdedor;
- Placar de 3–2: 2 pontos para o vencedor, 1 para o perdedor.

### Grupo A
|  | Equipes classificadas para as quartas de final |

|     |               |     | Jogos | Jogos | Jogos | Resultados | Resultados | Resultados | Resultados | Resultados | Resultados | Sets | Sets | Sets  | Pontos | Pontos | Pontos |
| Pos | Equipe        | Pts | T     | V     | D     | 3–0        | 3–1        | 3–2        | 2–3        | 1–3        | 0–3        | V    | P    | R     | V      | P      | R      |
| --- | ------------- | --- | ----- | ----- | ----- | ---------- | ---------- | ---------- | ---------- | ---------- | ---------- | ---- | ---- | ----- | ------ | ------ | ------ |
| 1   | Brasil        | 15  | 5     | 5     | 0     | 5          | 0          | 0          | 0          | 0          | 0          | 15   | 0    | MAX   | 377    | 272    | 1.386  |
| 2   | Rússia        | 12  | 5     | 4     | 1     | 3          | 1          | 0          | 0          | 0          | 1          | 12   | 4    | 3,000 | 393    | 323    | 1.217  |
| 3   | Coreia do Sul | 9   | 5     | 3     | 2     | 2          | 1          | 0          | 0          | 1          | 1          | 10   | 7    | 1.429 | 384    | 372    | 1.032  |
| 4   | Japão         | 6   | 5     | 2     | 3     | 2          | 0          | 0          | 0          | 1          | 2          | 7    | 9    | 0.778 | 347    | 364    | 0.953  |
| 5   | Argentina     | 2   | 5     | 1     | 4     | 0          | 0          | 1          | 0          | 0          | 4          | 3    | 14   | 0.214 | 319    | 407    | 0.784  |
| 6   | Camarões      | 1   | 5     | 0     | 5     | 0          | 0          | 0          | 1          | 0          | 4          | 2    | 15   | 0.133 | 328    | 410    | 0.800  |

Ordenamento da classificação: 1) Número de vitórias; 2) Pontos; 3) Razão de sets; 4) Razão de pontos; 5) Confronto direto.

| 6 de agosto 09:30 Relatório: P2P3 Arquivado | Japão | 1–3   | Coreia do Sul | Ginásio do Maracanãzinho, Rio de Janeiro Público: 5 760 Árbitro(s): DOM Denny Céspedes USA Patricia Rolf |
| 6 de agosto 09:30 Relatório: P2P3 Arquivado | 25    | Set 1 | 19            | Ginásio do Maracanãzinho, Rio de Janeiro Público: 5 760 Árbitro(s): DOM Denny Céspedes USA Patricia Rolf |
| 6 de agosto 09:30 Relatório: P2P3 Arquivado | 15    | Set 2 | 25            | Ginásio do Maracanãzinho, Rio de Janeiro Público: 5 760 Árbitro(s): DOM Denny Céspedes USA Patricia Rolf |
| 6 de agosto 09:30 Relatório: P2P3 Arquivado | 17    | Set 3 | 25            | Ginásio do Maracanãzinho, Rio de Janeiro Público: 5 760 Árbitro(s): DOM Denny Céspedes USA Patricia Rolf |
| 6 de agosto 09:30 Relatório: P2P3 Arquivado | 21    | Set 4 | 25            | Ginásio do Maracanãzinho, Rio de Janeiro Público: 5 760 Árbitro(s): DOM Denny Céspedes USA Patricia Rolf |
| 6 de agosto 09:30 Relatório: P2P3 Arquivado | Set 5 |       |               | Ginásio do Maracanãzinho, Rio de Janeiro Público: 5 760 Árbitro(s): DOM Denny Céspedes USA Patricia Rolf |

| 6 de agosto 15:00 Relatório: P2P3 Arquivado | Brasil | 3–0   | Camarões | Ginásio do Maracanãzinho, Rio de Janeiro Público: 7 890 Árbitro(s): GER Heike Kraft CHN Liu Jiang |
| 6 de agosto 15:00 Relatório: P2P3 Arquivado | 25     | Set 1 | 14       | Ginásio do Maracanãzinho, Rio de Janeiro Público: 7 890 Árbitro(s): GER Heike Kraft CHN Liu Jiang |
| 6 de agosto 15:00 Relatório: P2P3 Arquivado | 25     | Set 2 | 21       | Ginásio do Maracanãzinho, Rio de Janeiro Público: 7 890 Árbitro(s): GER Heike Kraft CHN Liu Jiang |
| 6 de agosto 15:00 Relatório: P2P3 Arquivado | 25     | Set 3 | 13       | Ginásio do Maracanãzinho, Rio de Janeiro Público: 7 890 Árbitro(s): GER Heike Kraft CHN Liu Jiang |
| 6 de agosto 15:00 Relatório: P2P3 Arquivado | Set 4  |       |          | Ginásio do Maracanãzinho, Rio de Janeiro Público: 7 890 Árbitro(s): GER Heike Kraft CHN Liu Jiang |
| 6 de agosto 15:00 Relatório: P2P3 Arquivado | Set 5  |       |          | Ginásio do Maracanãzinho, Rio de Janeiro Público: 7 890 Árbitro(s): GER Heike Kraft CHN Liu Jiang |

| 6 de agosto 20:30 Relatório: P2P3 Arquivado | Rússia | 3–0   | Argentina | Ginásio do Maracanãzinho, Rio de Janeiro Público: 5 437 Árbitro(s): QAT Ibrahim Al-Naama MEX Luis Macías |
| 6 de agosto 20:30 Relatório: P2P3 Arquivado | 25     | Set 1 | 13        | Ginásio do Maracanãzinho, Rio de Janeiro Público: 5 437 Árbitro(s): QAT Ibrahim Al-Naama MEX Luis Macías |
| 6 de agosto 20:30 Relatório: P2P3 Arquivado | 25     | Set 2 | 10        | Ginásio do Maracanãzinho, Rio de Janeiro Público: 5 437 Árbitro(s): QAT Ibrahim Al-Naama MEX Luis Macías |
| 6 de agosto 20:30 Relatório: P2P3 Arquivado | 25     | Set 3 | 16        | Ginásio do Maracanãzinho, Rio de Janeiro Público: 5 437 Árbitro(s): QAT Ibrahim Al-Naama MEX Luis Macías |
| 6 de agosto 20:30 Relatório: P2P3 Arquivado | Set 4  |       |           | Ginásio do Maracanãzinho, Rio de Janeiro Público: 5 437 Árbitro(s): QAT Ibrahim Al-Naama MEX Luis Macías |
| 6 de agosto 20:30 Relatório: P2P3 Arquivado | Set 5  |       |           | Ginásio do Maracanãzinho, Rio de Janeiro Público: 5 437 Árbitro(s): QAT Ibrahim Al-Naama MEX Luis Macías |

| 8 de agosto 11:35 Relatório: P2P3 Arquivado | Japão | 3–0   | Camarões | Ginásio do Maracanãzinho, Rio de Janeiro Público: 5 400 Árbitro(s): BRA Rogério Espicalsky ARG Hernán Casamiquela |
| 8 de agosto 11:35 Relatório: P2P3 Arquivado | 25    | Set 1 | 20       | Ginásio do Maracanãzinho, Rio de Janeiro Público: 5 400 Árbitro(s): BRA Rogério Espicalsky ARG Hernán Casamiquela |
| 8 de agosto 11:35 Relatório: P2P3 Arquivado | 25    | Set 2 | 15       | Ginásio do Maracanãzinho, Rio de Janeiro Público: 5 400 Árbitro(s): BRA Rogério Espicalsky ARG Hernán Casamiquela |
| 8 de agosto 11:35 Relatório: P2P3 Arquivado | 25    | Set 3 | 17       | Ginásio do Maracanãzinho, Rio de Janeiro Público: 5 400 Árbitro(s): BRA Rogério Espicalsky ARG Hernán Casamiquela |
| 8 de agosto 11:35 Relatório: P2P3 Arquivado | Set 4 |       |          | Ginásio do Maracanãzinho, Rio de Janeiro Público: 5 400 Árbitro(s): BRA Rogério Espicalsky ARG Hernán Casamiquela |
| 8 de agosto 11:35 Relatório: P2P3 Arquivado | Set 5 |       |          | Ginásio do Maracanãzinho, Rio de Janeiro Público: 5 400 Árbitro(s): BRA Rogério Espicalsky ARG Hernán Casamiquela |

| 8 de agosto 20:30 Relatório: P2P3 Arquivado | Rússia | 3–1   | Coreia do Sul | Ginásio do Maracanãzinho, Rio de Janeiro Público: 5 398 Árbitro(s): POL Piotr Dudek QAT Ibrahim Al-Naama |
| 8 de agosto 20:30 Relatório: P2P3 Arquivado | 25     | Set 1 | 23            | Ginásio do Maracanãzinho, Rio de Janeiro Público: 5 398 Árbitro(s): POL Piotr Dudek QAT Ibrahim Al-Naama |
| 8 de agosto 20:30 Relatório: P2P3 Arquivado | 23     | Set 2 | 25            | Ginásio do Maracanãzinho, Rio de Janeiro Público: 5 398 Árbitro(s): POL Piotr Dudek QAT Ibrahim Al-Naama |
| 8 de agosto 20:30 Relatório: P2P3 Arquivado | 25     | Set 3 | 23            | Ginásio do Maracanãzinho, Rio de Janeiro Público: 5 398 Árbitro(s): POL Piotr Dudek QAT Ibrahim Al-Naama |
| 8 de agosto 20:30 Relatório: P2P3 Arquivado | 25     | Set 4 | 14            | Ginásio do Maracanãzinho, Rio de Janeiro Público: 5 398 Árbitro(s): POL Piotr Dudek QAT Ibrahim Al-Naama |
| 8 de agosto 20:30 Relatório: P2P3 Arquivado | Set 5  |       |               | Ginásio do Maracanãzinho, Rio de Janeiro Público: 5 398 Árbitro(s): POL Piotr Dudek QAT Ibrahim Al-Naama |

| 8 de agosto 22:50 Relatório: P2P3 Arquivado | Brasil | 3–0   | Argentina | Ginásio do Maracanãzinho, Rio de Janeiro Público: 7 651 Árbitro(s): EGY Nasr Shaaban ITA Fabrizio Pasquali |
| 8 de agosto 22:50 Relatório: P2P3 Arquivado | 25     | Set 1 | 16        | Ginásio do Maracanãzinho, Rio de Janeiro Público: 7 651 Árbitro(s): EGY Nasr Shaaban ITA Fabrizio Pasquali |
| 8 de agosto 22:50 Relatório: P2P3 Arquivado | 25     | Set 2 | 19        | Ginásio do Maracanãzinho, Rio de Janeiro Público: 7 651 Árbitro(s): EGY Nasr Shaaban ITA Fabrizio Pasquali |
| 8 de agosto 22:50 Relatório: P2P3 Arquivado | 25     | Set 3 | 11        | Ginásio do Maracanãzinho, Rio de Janeiro Público: 7 651 Árbitro(s): EGY Nasr Shaaban ITA Fabrizio Pasquali |
| 8 de agosto 22:50 Relatório: P2P3 Arquivado | Set 4  |       |           | Ginásio do Maracanãzinho, Rio de Janeiro Público: 7 651 Árbitro(s): EGY Nasr Shaaban ITA Fabrizio Pasquali |
| 8 de agosto 22:50 Relatório: P2P3 Arquivado | Set 5  |       |           | Ginásio do Maracanãzinho, Rio de Janeiro Público: 7 651 Árbitro(s): EGY Nasr Shaaban ITA Fabrizio Pasquali |

| 10 de agosto 17:10 Relatório: P2P3 Arquivado | Rússia | 3–0   | Camarões | Ginásio do Maracanãzinho, Rio de Janeiro Público: 6 396 Árbitro(s): QAT Ibrahim Al-Naama IRI Mohammad Shahmiri |
| 10 de agosto 17:10 Relatório: P2P3 Arquivado | 25     | Set 1 | 19       | Ginásio do Maracanãzinho, Rio de Janeiro Público: 6 396 Árbitro(s): QAT Ibrahim Al-Naama IRI Mohammad Shahmiri |
| 10 de agosto 17:10 Relatório: P2P3 Arquivado | 25     | Set 2 | 22       | Ginásio do Maracanãzinho, Rio de Janeiro Público: 6 396 Árbitro(s): QAT Ibrahim Al-Naama IRI Mohammad Shahmiri |
| 10 de agosto 17:10 Relatório: P2P3 Arquivado | 25     | Set 3 | 23       | Ginásio do Maracanãzinho, Rio de Janeiro Público: 6 396 Árbitro(s): QAT Ibrahim Al-Naama IRI Mohammad Shahmiri |
| 10 de agosto 17:10 Relatório: P2P3 Arquivado | Set 4  |       |          | Ginásio do Maracanãzinho, Rio de Janeiro Público: 6 396 Árbitro(s): QAT Ibrahim Al-Naama IRI Mohammad Shahmiri |
| 10 de agosto 17:10 Relatório: P2P3 Arquivado | Set 5  |       |          | Ginásio do Maracanãzinho, Rio de Janeiro Público: 6 396 Árbitro(s): QAT Ibrahim Al-Naama IRI Mohammad Shahmiri |

| 10 de agosto 20:30 Relatório: P2P3 Arquivado | Coreia do Sul | 3–0   | Argentina | Ginásio do Maracanãzinho, Rio de Janeiro Público: 7 248 Árbitro(s): USA Patricia Rolf TUN Taoufik Boudaya |
| 10 de agosto 20:30 Relatório: P2P3 Arquivado | 25            | Set 1 | 18        | Ginásio do Maracanãzinho, Rio de Janeiro Público: 7 248 Árbitro(s): USA Patricia Rolf TUN Taoufik Boudaya |
| 10 de agosto 20:30 Relatório: P2P3 Arquivado | 25            | Set 2 | 20        | Ginásio do Maracanãzinho, Rio de Janeiro Público: 7 248 Árbitro(s): USA Patricia Rolf TUN Taoufik Boudaya |
| 10 de agosto 20:30 Relatório: P2P3 Arquivado | 25            | Set 3 | 23        | Ginásio do Maracanãzinho, Rio de Janeiro Público: 7 248 Árbitro(s): USA Patricia Rolf TUN Taoufik Boudaya |
| 10 de agosto 20:30 Relatório: P2P3 Arquivado | Set 4         |       |           | Ginásio do Maracanãzinho, Rio de Janeiro Público: 7 248 Árbitro(s): USA Patricia Rolf TUN Taoufik Boudaya |
| 10 de agosto 20:30 Relatório: P2P3 Arquivado | Set 5         |       |           | Ginásio do Maracanãzinho, Rio de Janeiro Público: 7 248 Árbitro(s): USA Patricia Rolf TUN Taoufik Boudaya |

| 10 de agosto 22:35 Relatório: P2P3 Arquivado | Brasil | 3–0   | Japão | Ginásio do Maracanãzinho, Rio de Janeiro Público: 8 759 Árbitro(s): ESP Susana Rodríguez MEX Luis Macías |
| 10 de agosto 22:35 Relatório: P2P3 Arquivado | 25     | Set 1 | 18    | Ginásio do Maracanãzinho, Rio de Janeiro Público: 8 759 Árbitro(s): ESP Susana Rodríguez MEX Luis Macías |
| 10 de agosto 22:35 Relatório: P2P3 Arquivado | 25     | Set 2 | 18    | Ginásio do Maracanãzinho, Rio de Janeiro Público: 8 759 Árbitro(s): ESP Susana Rodríguez MEX Luis Macías |
| 10 de agosto 22:35 Relatório: P2P3 Arquivado | 25     | Set 3 | 22    | Ginásio do Maracanãzinho, Rio de Janeiro Público: 8 759 Árbitro(s): ESP Susana Rodríguez MEX Luis Macías |
| 10 de agosto 22:35 Relatório: P2P3 Arquivado | Set 4  |       |       | Ginásio do Maracanãzinho, Rio de Janeiro Público: 8 759 Árbitro(s): ESP Susana Rodríguez MEX Luis Macías |
| 10 de agosto 22:35 Relatório: P2P3 Arquivado | Set 5  |       |       | Ginásio do Maracanãzinho, Rio de Janeiro Público: 8 759 Árbitro(s): ESP Susana Rodríguez MEX Luis Macías |

| 12 de agosto 11:35 Relatório: P2P3 Arquivado | Argentina | 3–2   | Camarões | Ginásio do Maracanãzinho, Rio de Janeiro Público: 5 345 Árbitro(s): TUN Taoufik Boudaya BEL Arturo Di Giacomo |
| 12 de agosto 11:35 Relatório: P2P3 Arquivado | 19        | Set 1 | 25       | Ginásio do Maracanãzinho, Rio de Janeiro Público: 5 345 Árbitro(s): TUN Taoufik Boudaya BEL Arturo Di Giacomo |
| 12 de agosto 11:35 Relatório: P2P3 Arquivado | 25        | Set 2 | 19       | Ginásio do Maracanãzinho, Rio de Janeiro Público: 5 345 Árbitro(s): TUN Taoufik Boudaya BEL Arturo Di Giacomo |
| 12 de agosto 11:35 Relatório: P2P3 Arquivado | 26        | Set 3 | 28       | Ginásio do Maracanãzinho, Rio de Janeiro Público: 5 345 Árbitro(s): TUN Taoufik Boudaya BEL Arturo Di Giacomo |
| 12 de agosto 11:35 Relatório: P2P3 Arquivado | 25        | Set 4 | 21       | Ginásio do Maracanãzinho, Rio de Janeiro Público: 5 345 Árbitro(s): TUN Taoufik Boudaya BEL Arturo Di Giacomo |
| 12 de agosto 11:35 Relatório: P2P3 Arquivado | 15        | Set 5 | 13       | Ginásio do Maracanãzinho, Rio de Janeiro Público: 5 345 Árbitro(s): TUN Taoufik Boudaya BEL Arturo Di Giacomo |

| 12 de agosto 20:30 Relatório: P2P3 Arquivado | Rússia | 3–0   | Japão | Ginásio do Maracanãzinho, Rio de Janeiro Público: 7 448 Árbitro(s): IRI Mohammad Shahmiri GER Heike Kraft |
| 12 de agosto 20:30 Relatório: P2P3 Arquivado | 25     | Set 1 | 14    | Ginásio do Maracanãzinho, Rio de Janeiro Público: 7 448 Árbitro(s): IRI Mohammad Shahmiri GER Heike Kraft |
| 12 de agosto 20:30 Relatório: P2P3 Arquivado | 30     | Set 2 | 28    | Ginásio do Maracanãzinho, Rio de Janeiro Público: 7 448 Árbitro(s): IRI Mohammad Shahmiri GER Heike Kraft |
| 12 de agosto 20:30 Relatório: P2P3 Arquivado | 25     | Set 3 | 18    | Ginásio do Maracanãzinho, Rio de Janeiro Público: 7 448 Árbitro(s): IRI Mohammad Shahmiri GER Heike Kraft |
| 12 de agosto 20:30 Relatório: P2P3 Arquivado | Set 4  |       |       | Ginásio do Maracanãzinho, Rio de Janeiro Público: 7 448 Árbitro(s): IRI Mohammad Shahmiri GER Heike Kraft |
| 12 de agosto 20:30 Relatório: P2P3 Arquivado | Set 5  |       |       | Ginásio do Maracanãzinho, Rio de Janeiro Público: 7 448 Árbitro(s): IRI Mohammad Shahmiri GER Heike Kraft |

| 12 de agosto 22:35 Relatório: P2P3 Arquivado | Brasil | 3–0   | Coreia do Sul | Ginásio do Maracanãzinho, Rio de Janeiro Público: 8 790 Árbitro(s): USA Patricia Rolf CHN Liu Jiang |
| 12 de agosto 22:35 Relatório: P2P3 Arquivado | 25     | Set 1 | 17            | Ginásio do Maracanãzinho, Rio de Janeiro Público: 8 790 Árbitro(s): USA Patricia Rolf CHN Liu Jiang |
| 12 de agosto 22:35 Relatório: P2P3 Arquivado | 25     | Set 2 | 13            | Ginásio do Maracanãzinho, Rio de Janeiro Público: 8 790 Árbitro(s): USA Patricia Rolf CHN Liu Jiang |
| 12 de agosto 22:35 Relatório: P2P3 Arquivado | 27     | Set 3 | 25            | Ginásio do Maracanãzinho, Rio de Janeiro Público: 8 790 Árbitro(s): USA Patricia Rolf CHN Liu Jiang |
| 12 de agosto 22:35 Relatório: P2P3 Arquivado | Set 4  |       |               | Ginásio do Maracanãzinho, Rio de Janeiro Público: 8 790 Árbitro(s): USA Patricia Rolf CHN Liu Jiang |
| 12 de agosto 22:35 Relatório: P2P3 Arquivado | Set 5  |       |               | Ginásio do Maracanãzinho, Rio de Janeiro Público: 8 790 Árbitro(s): USA Patricia Rolf CHN Liu Jiang |

| 14 de agosto 11:55 Relatório: P2P3 Arquivado | Coreia do Sul | 3–0   | Camarões | Ginásio do Maracanãzinho, Rio de Janeiro Público: 6 893 Árbitro(s): MEX Luis Macías BRA Rogério Espicalsky |
| 14 de agosto 11:55 Relatório: P2P3 Arquivado | 25            | Set 1 | 16       | Ginásio do Maracanãzinho, Rio de Janeiro Público: 6 893 Árbitro(s): MEX Luis Macías BRA Rogério Espicalsky |
| 14 de agosto 11:55 Relatório: P2P3 Arquivado | 25            | Set 2 | 22       | Ginásio do Maracanãzinho, Rio de Janeiro Público: 6 893 Árbitro(s): MEX Luis Macías BRA Rogério Espicalsky |
| 14 de agosto 11:55 Relatório: P2P3 Arquivado | 25            | Set 3 | 20       | Ginásio do Maracanãzinho, Rio de Janeiro Público: 6 893 Árbitro(s): MEX Luis Macías BRA Rogério Espicalsky |
| 14 de agosto 11:55 Relatório: P2P3 Arquivado | Set 4         |       |          | Ginásio do Maracanãzinho, Rio de Janeiro Público: 6 893 Árbitro(s): MEX Luis Macías BRA Rogério Espicalsky |
| 14 de agosto 11:55 Relatório: P2P3 Arquivado | Set 5         |       |          | Ginásio do Maracanãzinho, Rio de Janeiro Público: 6 893 Árbitro(s): MEX Luis Macías BRA Rogério Espicalsky |

| 14 de agosto 20:30 Relatório: P2P3 Arquivado | Japão | 3–0   | Argentina | Ginásio do Maracanãzinho, Rio de Janeiro Público: 5 939 Árbitro(s): DOM Denny Céspedes ITA Fabrizio Pasquali |
| 14 de agosto 20:30 Relatório: P2P3 Arquivado | 25    | Set 1 | 23        | Ginásio do Maracanãzinho, Rio de Janeiro Público: 5 939 Árbitro(s): DOM Denny Céspedes ITA Fabrizio Pasquali |
| 14 de agosto 20:30 Relatório: P2P3 Arquivado | 25    | Set 2 | 16        | Ginásio do Maracanãzinho, Rio de Janeiro Público: 5 939 Árbitro(s): DOM Denny Céspedes ITA Fabrizio Pasquali |
| 14 de agosto 20:30 Relatório: P2P3 Arquivado | 26    | Set 3 | 24        | Ginásio do Maracanãzinho, Rio de Janeiro Público: 5 939 Árbitro(s): DOM Denny Céspedes ITA Fabrizio Pasquali |
| 14 de agosto 20:30 Relatório: P2P3 Arquivado | Set 4 |       |           | Ginásio do Maracanãzinho, Rio de Janeiro Público: 5 939 Árbitro(s): DOM Denny Céspedes ITA Fabrizio Pasquali |
| 14 de agosto 20:30 Relatório: P2P3 Arquivado | Set 5 |       |           | Ginásio do Maracanãzinho, Rio de Janeiro Público: 5 939 Árbitro(s): DOM Denny Céspedes ITA Fabrizio Pasquali |

| 14 de agosto 22:35 Relatório: P2P3 Arquivado | Brasil | 3–0   | Rússia | Ginásio do Maracanãzinho, Rio de Janeiro Público: 8 892 Árbitro(s): EGY Nasr Shaaban TUN Taoufik Boudaya |
| 14 de agosto 22:35 Relatório: P2P3 Arquivado | 25     | Set 1 | 23     | Ginásio do Maracanãzinho, Rio de Janeiro Público: 8 892 Árbitro(s): EGY Nasr Shaaban TUN Taoufik Boudaya |
| 14 de agosto 22:35 Relatório: P2P3 Arquivado | 25     | Set 2 | 21     | Ginásio do Maracanãzinho, Rio de Janeiro Público: 8 892 Árbitro(s): EGY Nasr Shaaban TUN Taoufik Boudaya |
| 14 de agosto 22:35 Relatório: P2P3 Arquivado | 25     | Set 3 | 21     | Ginásio do Maracanãzinho, Rio de Janeiro Público: 8 892 Árbitro(s): EGY Nasr Shaaban TUN Taoufik Boudaya |
| 14 de agosto 22:35 Relatório: P2P3 Arquivado | Set 4  |       |        | Ginásio do Maracanãzinho, Rio de Janeiro Público: 8 892 Árbitro(s): EGY Nasr Shaaban TUN Taoufik Boudaya |
| 14 de agosto 22:35 Relatório: P2P3 Arquivado | Set 5  |       |        | Ginásio do Maracanãzinho, Rio de Janeiro Público: 8 892 Árbitro(s): EGY Nasr Shaaban TUN Taoufik Boudaya |

### Grupo B
|  | Equipes classificadas para as quartas de final |

|     |                |     | Jogos | Jogos | Jogos | Resultados | Resultados | Resultados | Resultados | Resultados | Resultados | Sets | Sets | Sets  | Pontos | Pontos | Pontos |
| Pos | Equipe         | Pts | T     | V     | D     | 3–0        | 3–1        | 3–2        | 2–3        | 1–3        | 0–3        | V    | P    | R     | V      | P      | R      |
| --- | -------------- | --- | ----- | ----- | ----- | ---------- | ---------- | ---------- | ---------- | ---------- | ---------- | ---- | ---- | ----- | ------ | ------ | ------ |
| 1   | Estados Unidos | 14  | 5     | 5     | 0     | 1          | 3          | 1          | 0          | 0          | 0          | 15   | 5    | 3,000 | 470    | 400    | 1.175  |
| 2   | Países Baixos  | 11  | 5     | 4     | 1     | 2          | 0          | 2          | 1          | 0          | 0          | 14   | 7    | 2,000 | 455    | 425    | 1.071  |
| 3   | Sérvia         | 10  | 5     | 3     | 2     | 3          | 0          | 0          | 1          | 1          | 0          | 12   | 6    | 2,000 | 410    | 394    | 1.041  |
| 4   | China          | 7   | 5     | 2     | 3     | 2          | 0          | 0          | 1          | 1          | 1          | 9    | 9    | 1,000 | 398    | 389    | 1.023  |
| 5   | Itália         | 3   | 5     | 1     | 4     | 1          | 0          | 0          | 0          | 1          | 3          | 4    | 12   | 0.333 | 351    | 374    | 0.939  |
| 6   | Porto Rico     | 0   | 5     | 0     | 5     | 0          | 0          | 0          | 0          | 0          | 5          | 0    | 15   | 0,000 | 277    | 379    | 0.731  |

Ordenamento da classificação: 1) Número de vitórias; 2) Pontos; 3) Razão de sets; 4) Razão de pontos; 5) Confronto direto.
| 6 de agosto 11:45 Relatório: P2P3 Arquivado | China | 2–3   | Países Baixos | Ginásio do Maracanãzinho, Rio de Janeiro Público: 6 410 Árbitro(s): ESP Susana Rodríguez BRA Paulo Turci |
| 6 de agosto 11:45 Relatório: P2P3 Arquivado | 23    | Set 1 | 25            | Ginásio do Maracanãzinho, Rio de Janeiro Público: 6 410 Árbitro(s): ESP Susana Rodríguez BRA Paulo Turci |
| 6 de agosto 11:45 Relatório: P2P3 Arquivado | 25    | Set 2 | 21            | Ginásio do Maracanãzinho, Rio de Janeiro Público: 6 410 Árbitro(s): ESP Susana Rodríguez BRA Paulo Turci |
| 6 de agosto 11:45 Relatório: P2P3 Arquivado | 25    | Set 3 | 18            | Ginásio do Maracanãzinho, Rio de Janeiro Público: 6 410 Árbitro(s): ESP Susana Rodríguez BRA Paulo Turci |
| 6 de agosto 11:45 Relatório: P2P3 Arquivado | 22    | Set 4 | 25            | Ginásio do Maracanãzinho, Rio de Janeiro Público: 6 410 Árbitro(s): ESP Susana Rodríguez BRA Paulo Turci |
| 6 de agosto 11:45 Relatório: P2P3 Arquivado | 13    | Set 5 | 15            | Ginásio do Maracanãzinho, Rio de Janeiro Público: 6 410 Árbitro(s): ESP Susana Rodríguez BRA Paulo Turci |

| 6 de agosto 17:05 Relatório: P2P3 Arquivado | Estados Unidos | 3–0   | Porto Rico | Ginásio do Maracanãzinho, Rio de Janeiro Público: 6 832 Árbitro(s): TUN Taoufik Boudaya KOR Kang Joo-hee |
| 6 de agosto 17:05 Relatório: P2P3 Arquivado | 25             | Set 1 | 17         | Ginásio do Maracanãzinho, Rio de Janeiro Público: 6 832 Árbitro(s): TUN Taoufik Boudaya KOR Kang Joo-hee |
| 6 de agosto 17:05 Relatório: P2P3 Arquivado | 25             | Set 2 | 22         | Ginásio do Maracanãzinho, Rio de Janeiro Público: 6 832 Árbitro(s): TUN Taoufik Boudaya KOR Kang Joo-hee |
| 6 de agosto 17:05 Relatório: P2P3 Arquivado | 25             | Set 3 | 17         | Ginásio do Maracanãzinho, Rio de Janeiro Público: 6 832 Árbitro(s): TUN Taoufik Boudaya KOR Kang Joo-hee |
| 6 de agosto 17:05 Relatório: P2P3 Arquivado | Set 4          |       |            | Ginásio do Maracanãzinho, Rio de Janeiro Público: 6 832 Árbitro(s): TUN Taoufik Boudaya KOR Kang Joo-hee |
| 6 de agosto 17:05 Relatório: P2P3 Arquivado | Set 5          |       |            | Ginásio do Maracanãzinho, Rio de Janeiro Público: 6 832 Árbitro(s): TUN Taoufik Boudaya KOR Kang Joo-hee |

| 6 de agosto 22:35 Relatório: P2P3 Arquivado | Sérvia | 3–0   | Itália | Ginásio do Maracanãzinho, Rio de Janeiro Público: 4 373 Árbitro(s): POL Piotr Dudek BEL Arturo Di Giacomo |
| 6 de agosto 22:35 Relatório: P2P3 Arquivado | 27     | Set 1 | 25     | Ginásio do Maracanãzinho, Rio de Janeiro Público: 4 373 Árbitro(s): POL Piotr Dudek BEL Arturo Di Giacomo |
| 6 de agosto 22:35 Relatório: P2P3 Arquivado | 25     | Set 2 | 20     | Ginásio do Maracanãzinho, Rio de Janeiro Público: 4 373 Árbitro(s): POL Piotr Dudek BEL Arturo Di Giacomo |
| 6 de agosto 22:35 Relatório: P2P3 Arquivado | 25     | Set 3 | 23     | Ginásio do Maracanãzinho, Rio de Janeiro Público: 4 373 Árbitro(s): POL Piotr Dudek BEL Arturo Di Giacomo |
| 6 de agosto 22:35 Relatório: P2P3 Arquivado | Set 4  |       |        | Ginásio do Maracanãzinho, Rio de Janeiro Público: 4 373 Árbitro(s): POL Piotr Dudek BEL Arturo Di Giacomo |
| 6 de agosto 22:35 Relatório: P2P3 Arquivado | Set 5  |       |        | Ginásio do Maracanãzinho, Rio de Janeiro Público: 4 373 Árbitro(s): POL Piotr Dudek BEL Arturo Di Giacomo |

| 8 de agosto 09:30 Relatório: P2P3 Arquivado | China | 3–0   | Itália | Ginásio do Maracanãzinho, Rio de Janeiro Público: 4 804 Árbitro(s): USA Patricia Rolf BRA Paulo Turci |
| 8 de agosto 09:30 Relatório: P2P3 Arquivado | 25    | Set 1 | 21     | Ginásio do Maracanãzinho, Rio de Janeiro Público: 4 804 Árbitro(s): USA Patricia Rolf BRA Paulo Turci |
| 8 de agosto 09:30 Relatório: P2P3 Arquivado | 25    | Set 2 | 21     | Ginásio do Maracanãzinho, Rio de Janeiro Público: 4 804 Árbitro(s): USA Patricia Rolf BRA Paulo Turci |
| 8 de agosto 09:30 Relatório: P2P3 Arquivado | 25    | Set 3 | 16     | Ginásio do Maracanãzinho, Rio de Janeiro Público: 4 804 Árbitro(s): USA Patricia Rolf BRA Paulo Turci |
| 8 de agosto 09:30 Relatório: P2P3 Arquivado | Set 4 |       |        | Ginásio do Maracanãzinho, Rio de Janeiro Público: 4 804 Árbitro(s): USA Patricia Rolf BRA Paulo Turci |
| 8 de agosto 09:30 Relatório: P2P3 Arquivado | Set 5 |       |        | Ginásio do Maracanãzinho, Rio de Janeiro Público: 4 804 Árbitro(s): USA Patricia Rolf BRA Paulo Turci |

| 8 de agosto 15:00 Relatório: P2P3 Arquivado | Estados Unidos | 3–2   | Países Baixos | Ginásio do Maracanãzinho, Rio de Janeiro Público: 5 455 Árbitro(s): IRI Mohammad Shahm SVK Juraj Mokrý |
| 8 de agosto 15:00 Relatório: P2P3 Arquivado | 18             | Set 1 | 25            | Ginásio do Maracanãzinho, Rio de Janeiro Público: 5 455 Árbitro(s): IRI Mohammad Shahm SVK Juraj Mokrý |
| 8 de agosto 15:00 Relatório: P2P3 Arquivado | 25             | Set 2 | 18            | Ginásio do Maracanãzinho, Rio de Janeiro Público: 5 455 Árbitro(s): IRI Mohammad Shahm SVK Juraj Mokrý |
| 8 de agosto 15:00 Relatório: P2P3 Arquivado | 21             | Set 3 | 25            | Ginásio do Maracanãzinho, Rio de Janeiro Público: 5 455 Árbitro(s): IRI Mohammad Shahm SVK Juraj Mokrý |
| 8 de agosto 15:00 Relatório: P2P3 Arquivado | 25             | Set 4 | 20            | Ginásio do Maracanãzinho, Rio de Janeiro Público: 5 455 Árbitro(s): IRI Mohammad Shahm SVK Juraj Mokrý |
| 8 de agosto 15:00 Relatório: P2P3 Arquivado | 15             | Set 5 | 8             | Ginásio do Maracanãzinho, Rio de Janeiro Público: 5 455 Árbitro(s): IRI Mohammad Shahm SVK Juraj Mokrý |

| 8 de agosto 17:40 Relatório: P2P3 Arquivado | Sérvia | 3–0   | Porto Rico | Ginásio do Maracanãzinho, Rio de Janeiro Público: 5 730 Árbitro(s): KOR Kang Joo-hee RUS Andrey Zenovich |
| 8 de agosto 17:40 Relatório: P2P3 Arquivado | 29     | Set 1 | 27         | Ginásio do Maracanãzinho, Rio de Janeiro Público: 5 730 Árbitro(s): KOR Kang Joo-hee RUS Andrey Zenovich |
| 8 de agosto 17:40 Relatório: P2P3 Arquivado | 25     | Set 2 | 18         | Ginásio do Maracanãzinho, Rio de Janeiro Público: 5 730 Árbitro(s): KOR Kang Joo-hee RUS Andrey Zenovich |
| 8 de agosto 17:40 Relatório: P2P3 Arquivado | 25     | Set 3 | 20         | Ginásio do Maracanãzinho, Rio de Janeiro Público: 5 730 Árbitro(s): KOR Kang Joo-hee RUS Andrey Zenovich |
| 8 de agosto 17:40 Relatório: P2P3 Arquivado | Set 4  |       |            | Ginásio do Maracanãzinho, Rio de Janeiro Público: 5 730 Árbitro(s): KOR Kang Joo-hee RUS Andrey Zenovich |
| 8 de agosto 17:40 Relatório: P2P3 Arquivado | Set 5  |       |            | Ginásio do Maracanãzinho, Rio de Janeiro Público: 5 730 Árbitro(s): KOR Kang Joo-hee RUS Andrey Zenovich |

| 10 de agosto 09:30 Relatório: P2P3 Arquivado | China | 3–0   | Porto Rico | Ginásio do Maracanãzinho, Rio de Janeiro Público: 4 386 Árbitro(s): GER Heike Kraft KOR Kang Joo-hee |
| 10 de agosto 09:30 Relatório: P2P3 Arquivado | 25    | Set 1 | 20         | Ginásio do Maracanãzinho, Rio de Janeiro Público: 4 386 Árbitro(s): GER Heike Kraft KOR Kang Joo-hee |
| 10 de agosto 09:30 Relatório: P2P3 Arquivado | 25    | Set 2 | 17         | Ginásio do Maracanãzinho, Rio de Janeiro Público: 4 386 Árbitro(s): GER Heike Kraft KOR Kang Joo-hee |
| 10 de agosto 09:30 Relatório: P2P3 Arquivado | 25    | Set 3 | 18         | Ginásio do Maracanãzinho, Rio de Janeiro Público: 4 386 Árbitro(s): GER Heike Kraft KOR Kang Joo-hee |
| 10 de agosto 09:30 Relatório: P2P3 Arquivado | Set 4 |       |            | Ginásio do Maracanãzinho, Rio de Janeiro Público: 4 386 Árbitro(s): GER Heike Kraft KOR Kang Joo-hee |
| 10 de agosto 09:30 Relatório: P2P3 Arquivado | Set 5 |       |            | Ginásio do Maracanãzinho, Rio de Janeiro Público: 4 386 Árbitro(s): GER Heike Kraft KOR Kang Joo-hee |

| 10 de agosto 11:35 Relatório: P2P3 Arquivado | Itália | 0 – 3 | Países Baixos | Ginásio do Maracanãzinho, Rio de Janeiro Público: 5 539 Árbitro(s): SVK Juraj Mokrý EGY Nasr Shaaban |
| 10 de agosto 11:35 Relatório: P2P3 Arquivado | 21     | Set 1 | 25            | Ginásio do Maracanãzinho, Rio de Janeiro Público: 5 539 Árbitro(s): SVK Juraj Mokrý EGY Nasr Shaaban |
| 10 de agosto 11:35 Relatório: P2P3 Arquivado | 20     | Set 2 | 25            | Ginásio do Maracanãzinho, Rio de Janeiro Público: 5 539 Árbitro(s): SVK Juraj Mokrý EGY Nasr Shaaban |
| 10 de agosto 11:35 Relatório: P2P3 Arquivado | 20     | Set 3 | 25            | Ginásio do Maracanãzinho, Rio de Janeiro Público: 5 539 Árbitro(s): SVK Juraj Mokrý EGY Nasr Shaaban |
| 10 de agosto 11:35 Relatório: P2P3 Arquivado | Set 4  |       |               | Ginásio do Maracanãzinho, Rio de Janeiro Público: 5 539 Árbitro(s): SVK Juraj Mokrý EGY Nasr Shaaban |
| 10 de agosto 11:35 Relatório: P2P3 Arquivado | Set 5  |       |               | Ginásio do Maracanãzinho, Rio de Janeiro Público: 5 539 Árbitro(s): SVK Juraj Mokrý EGY Nasr Shaaban |

| 10 de agosto 15:00 Relatório: P2P3 Arquivado | Estados Unidos | 3–1   | Sérvia | Ginásio do Maracanãzinho, Rio de Janeiro Público: 7 134 Árbitro(s): ARG Hernán Casamiquela BRA Rogério Espicalsky |
| 10 de agosto 15:00 Relatório: P2P3 Arquivado | 25             | Set 1 | 17     | Ginásio do Maracanãzinho, Rio de Janeiro Público: 7 134 Árbitro(s): ARG Hernán Casamiquela BRA Rogério Espicalsky |
| 10 de agosto 15:00 Relatório: P2P3 Arquivado | 21             | Set 2 | 25     | Ginásio do Maracanãzinho, Rio de Janeiro Público: 7 134 Árbitro(s): ARG Hernán Casamiquela BRA Rogério Espicalsky |
| 10 de agosto 15:00 Relatório: P2P3 Arquivado | 25             | Set 3 | 18     | Ginásio do Maracanãzinho, Rio de Janeiro Público: 7 134 Árbitro(s): ARG Hernán Casamiquela BRA Rogério Espicalsky |
| 10 de agosto 15:00 Relatório: P2P3 Arquivado | 25             | Set 4 | 19     | Ginásio do Maracanãzinho, Rio de Janeiro Público: 7 134 Árbitro(s): ARG Hernán Casamiquela BRA Rogério Espicalsky |
| 10 de agosto 15:00 Relatório: P2P3 Arquivado | Set 5          |       |        | Ginásio do Maracanãzinho, Rio de Janeiro Público: 7 134 Árbitro(s): ARG Hernán Casamiquela BRA Rogério Espicalsky |

| 12 de agosto 09:30 Relatório: P2P3 Arquivado | China | 0–3   | Sérvia | Ginásio do Maracanãzinho, Rio de Janeiro Público: 3 509 Árbitro(s): KOR Kang Joo-hee ESP Susana Rodríguez |
| 12 de agosto 09:30 Relatório: P2P3 Arquivado | 19    | Set 1 | 25     | Ginásio do Maracanãzinho, Rio de Janeiro Público: 3 509 Árbitro(s): KOR Kang Joo-hee ESP Susana Rodríguez |
| 12 de agosto 09:30 Relatório: P2P3 Arquivado | 19    | Set 2 | 25     | Ginásio do Maracanãzinho, Rio de Janeiro Público: 3 509 Árbitro(s): KOR Kang Joo-hee ESP Susana Rodríguez |
| 12 de agosto 09:30 Relatório: P2P3 Arquivado | 22    | Set 3 | 25     | Ginásio do Maracanãzinho, Rio de Janeiro Público: 3 509 Árbitro(s): KOR Kang Joo-hee ESP Susana Rodríguez |
| 12 de agosto 09:30 Relatório: P2P3 Arquivado | Set 4 |       |        | Ginásio do Maracanãzinho, Rio de Janeiro Público: 3 509 Árbitro(s): KOR Kang Joo-hee ESP Susana Rodríguez |
| 12 de agosto 09:30 Relatório: P2P3 Arquivado | Set 5 |       |        | Ginásio do Maracanãzinho, Rio de Janeiro Público: 3 509 Árbitro(s): KOR Kang Joo-hee ESP Susana Rodríguez |

| 12 de agosto 15:00 Relatório: P2P3 Arquivado | Estados Unidos | 3–1   | Itália | Ginásio do Maracanãzinho, Rio de Janeiro Público: 7 243 Árbitro(s): BRA Rogério Espicalsky DOM Danny Céspedes |
| 12 de agosto 15:00 Relatório: P2P3 Arquivado | 25             | Set 1 | 22     | Ginásio do Maracanãzinho, Rio de Janeiro Público: 7 243 Árbitro(s): BRA Rogério Espicalsky DOM Danny Céspedes |
| 12 de agosto 15:00 Relatório: P2P3 Arquivado | 25             | Set 2 | 22     | Ginásio do Maracanãzinho, Rio de Janeiro Público: 7 243 Árbitro(s): BRA Rogério Espicalsky DOM Danny Céspedes |
| 12 de agosto 15:00 Relatório: P2P3 Arquivado | 23             | Set 3 | 25     | Ginásio do Maracanãzinho, Rio de Janeiro Público: 7 243 Árbitro(s): BRA Rogério Espicalsky DOM Danny Céspedes |
| 12 de agosto 15:00 Relatório: P2P3 Arquivado | 25             | Set 4 | 20     | Ginásio do Maracanãzinho, Rio de Janeiro Público: 7 243 Árbitro(s): BRA Rogério Espicalsky DOM Danny Céspedes |
| 12 de agosto 15:00 Relatório: P2P3 Arquivado | Set 5          |       |        | Ginásio do Maracanãzinho, Rio de Janeiro Público: 7 243 Árbitro(s): BRA Rogério Espicalsky DOM Danny Céspedes |

| 12 de agosto 17:15 Relatório: P2P3 Arquivado | Países Baixos | 3–0   | Porto Rico | Ginásio do Maracanãzinho, Rio de Janeiro Público: 6 742 Árbitro(s): QAT Ibrahim Al-Naama ARG Hernán Casamiquela |
| 12 de agosto 17:15 Relatório: P2P3 Arquivado | 25            | Set 1 | 14         | Ginásio do Maracanãzinho, Rio de Janeiro Público: 6 742 Árbitro(s): QAT Ibrahim Al-Naama ARG Hernán Casamiquela |
| 12 de agosto 17:15 Relatório: P2P3 Arquivado | 25            | Set 2 | 22         | Ginásio do Maracanãzinho, Rio de Janeiro Público: 6 742 Árbitro(s): QAT Ibrahim Al-Naama ARG Hernán Casamiquela |
| 12 de agosto 17:15 Relatório: P2P3 Arquivado | 25            | Set 3 | 16         | Ginásio do Maracanãzinho, Rio de Janeiro Público: 6 742 Árbitro(s): QAT Ibrahim Al-Naama ARG Hernán Casamiquela |
| 12 de agosto 17:15 Relatório: P2P3 Arquivado | Set 4         |       |            | Ginásio do Maracanãzinho, Rio de Janeiro Público: 6 742 Árbitro(s): QAT Ibrahim Al-Naama ARG Hernán Casamiquela |
| 12 de agosto 17:15 Relatório: P2P3 Arquivado | Set 5         |       |            | Ginásio do Maracanãzinho, Rio de Janeiro Público: 6 742 Árbitro(s): QAT Ibrahim Al-Naama ARG Hernán Casamiquela |

| 14 de agosto 09:30 Relatório: P2P3 Arquivado | Sérvia | 2–3   | Países Baixos | Ginásio do Maracanãzinho, Rio de Janeiro Público: 6 387 Árbitro(s): ESP Susana Rodríguez RUS Andrey Zenovich |
| 14 de agosto 09:30 Relatório: P2P3 Arquivado | 22     | Set 1 | 25            | Ginásio do Maracanãzinho, Rio de Janeiro Público: 6 387 Árbitro(s): ESP Susana Rodríguez RUS Andrey Zenovich |
| 14 de agosto 09:30 Relatório: P2P3 Arquivado | 20     | Set 2 | 25            | Ginásio do Maracanãzinho, Rio de Janeiro Público: 6 387 Árbitro(s): ESP Susana Rodríguez RUS Andrey Zenovich |
| 14 de agosto 09:30 Relatório: P2P3 Arquivado | 25     | Set 3 | 22            | Ginásio do Maracanãzinho, Rio de Janeiro Público: 6 387 Árbitro(s): ESP Susana Rodríguez RUS Andrey Zenovich |
| 14 de agosto 09:30 Relatório: P2P3 Arquivado | 25     | Set 4 | 18            | Ginásio do Maracanãzinho, Rio de Janeiro Público: 6 387 Árbitro(s): ESP Susana Rodríguez RUS Andrey Zenovich |
| 14 de agosto 09:30 Relatório: P2P3 Arquivado | 8      | Set 5 | 15            | Ginásio do Maracanãzinho, Rio de Janeiro Público: 6 387 Árbitro(s): ESP Susana Rodríguez RUS Andrey Zenovich |

| 14 de agosto 15:00 Relatório: P2P3 Arquivado | Itália | 3–0   | Porto Rico | Ginásio do Maracanãzinho, Rio de Janeiro Público: 7 225 Árbitro(s): KOR Kang Joo-hee USA Patricia Rolf |
| 14 de agosto 15:00 Relatório: P2P3 Arquivado | 25     | Set 1 | 14         | Ginásio do Maracanãzinho, Rio de Janeiro Público: 7 225 Árbitro(s): KOR Kang Joo-hee USA Patricia Rolf |
| 14 de agosto 15:00 Relatório: P2P3 Arquivado | 25     | Set 2 | 13         | Ginásio do Maracanãzinho, Rio de Janeiro Público: 7 225 Árbitro(s): KOR Kang Joo-hee USA Patricia Rolf |
| 14 de agosto 15:00 Relatório: P2P3 Arquivado | 25     | Set 3 | 22         | Ginásio do Maracanãzinho, Rio de Janeiro Público: 7 225 Árbitro(s): KOR Kang Joo-hee USA Patricia Rolf |
| 14 de agosto 15:00 Relatório: P2P3 Arquivado | Set 4  |       |            | Ginásio do Maracanãzinho, Rio de Janeiro Público: 7 225 Árbitro(s): KOR Kang Joo-hee USA Patricia Rolf |
| 14 de agosto 15:00 Relatório: P2P3 Arquivado | Set 5  |       |            | Ginásio do Maracanãzinho, Rio de Janeiro Público: 7 225 Árbitro(s): KOR Kang Joo-hee USA Patricia Rolf |

| 14 de agosto 17:05 Relatório: P2P3 Arquivado | Estados Unidos | 3–1   | China | Ginásio do Maracanãzinho, Rio de Janeiro Público: 6 897 Árbitro(s): GER Heike Kraft SVK Juraj Mokrý |
| 14 de agosto 17:05 Relatório: P2P3 Arquivado | 22             | Set 1 | 25    | Ginásio do Maracanãzinho, Rio de Janeiro Público: 6 897 Árbitro(s): GER Heike Kraft SVK Juraj Mokrý |
| 14 de agosto 17:05 Relatório: P2P3 Arquivado | 25             | Set 2 | 17    | Ginásio do Maracanãzinho, Rio de Janeiro Público: 6 897 Árbitro(s): GER Heike Kraft SVK Juraj Mokrý |
| 14 de agosto 17:05 Relatório: P2P3 Arquivado | 25             | Set 3 | 19    | Ginásio do Maracanãzinho, Rio de Janeiro Público: 6 897 Árbitro(s): GER Heike Kraft SVK Juraj Mokrý |
| 14 de agosto 17:05 Relatório: P2P3 Arquivado | 25             | Set 4 | 19    | Ginásio do Maracanãzinho, Rio de Janeiro Público: 6 897 Árbitro(s): GER Heike Kraft SVK Juraj Mokrý |
| 14 de agosto 17:05 Relatório: P2P3 Arquivado | Set 5          |       |       | Ginásio do Maracanãzinho, Rio de Janeiro Público: 6 897 Árbitro(s): GER Heike Kraft SVK Juraj Mokrý |

## Fase final
Na fase final as seleções disputaram, no máximo, mais três jogos (para as equipas que discutiram as medalhas), em formato de eliminatória.
|  | Quartas de final | Quartas de final |              |                | Semifinal           | Semifinal           |  |  | Final        | Final |
|  |                  |                  |              |                |                     |                     |  |  |              |       |
|  | 16 de agosto     |                  |              |                |                     |                     |  |  |              |       |
|  |                  |                  |              |                |                     |                     |  |  |              |       |
|  | Brasil           | 2                |              |                |                     |                     |  |  |              |       |
|  | Brasil           | 2                | 18 de agosto |                |                     |                     |  |  |              |       |
|  | China            | 3                |              |                |                     |                     |  |  |              |       |
|  | China            | 3                | China        | 3              |                     |                     |  |  |              |       |
|  | 16 de agosto     |                  | China        | 3              |                     |                     |  |  |              |       |
|  |                  | Países Baixos    | 1            |                |                     |                     |  |  |              |       |
|  | Coreia do Sul    | Países Baixos    | 1            | 1              |                     |                     |  |  |              |       |
|  | Coreia do Sul    |                  | 20 de agosto | 1              |                     |                     |  |  |              |       |
|  | Países Baixos    | 3                |              |                |                     |                     |  |  |              |       |
|  | Países Baixos    | 3                | China        | 3              |                     |                     |  |  |              |       |
|  | 16 de agosto     |                  | China        | 3              |                     |                     |  |  |              |       |
|  |                  | Sérvia           | 1            |                |                     |                     |  |  |              |       |
|  | Rússia           | Sérvia           | 1            | 1              |                     |                     |  |  |              |       |
|  | Rússia           | 18 de agosto     |              | 1              |                     |                     |  |  |              |       |
|  | Sérvia           | 3                |              |                |                     |                     |  |  |              |       |
|  | Sérvia           | 3                | Sérvia       | 3              | Disputa pelo bronze | Disputa pelo bronze |  |  |              |       |
|  | 16 de agosto     |                  | Sérvia       | 3              | Disputa pelo bronze | Disputa pelo bronze |  |  |              |       |
|  |                  | Estados Unidos   | 2            |                |                     |                     |  |  |              |       |
|  | Japão            | Estados Unidos   | 2            | 0              | Países Baixos       | 1                   |  |  |              |       |
|  | Japão            |                  |              | 0              | Países Baixos       | 1                   |  |  |              |       |
|  | Estados Unidos   | 3                |              | Estados Unidos | 3                   |                     |  |  |              |       |
|  | Estados Unidos   | 3                |              |                | 3                   |                     |  |  |              |       |
|  |                  |                  |              |                |                     |                     |  |  | 20 de agosto |       |
|  |                  |                  |              |                |                     |                     |  |  |              |       |

### Quartas de final
| 16 de agosto 10:00 Relatório: P2P3 Arquivado | Coreia do Sul | 1–3   | Países Baixos | Ginásio do Maracanãzinho, Rio de Janeiro Público: 6 351 Árbitro(s): USA Patricia Rolf EGY Nasr Shaaban |
| 16 de agosto 10:00 Relatório: P2P3 Arquivado | 19            | Set 1 | 25            | Ginásio do Maracanãzinho, Rio de Janeiro Público: 6 351 Árbitro(s): USA Patricia Rolf EGY Nasr Shaaban |
| 16 de agosto 10:00 Relatório: P2P3 Arquivado | 14            | Set 2 | 25            | Ginásio do Maracanãzinho, Rio de Janeiro Público: 6 351 Árbitro(s): USA Patricia Rolf EGY Nasr Shaaban |
| 16 de agosto 10:00 Relatório: P2P3 Arquivado | 25            | Set 3 | 23            | Ginásio do Maracanãzinho, Rio de Janeiro Público: 6 351 Árbitro(s): USA Patricia Rolf EGY Nasr Shaaban |
| 16 de agosto 10:00 Relatório: P2P3 Arquivado | 20            | Set 4 | 25            | Ginásio do Maracanãzinho, Rio de Janeiro Público: 6 351 Árbitro(s): USA Patricia Rolf EGY Nasr Shaaban |
| 16 de agosto 10:00 Relatório: P2P3 Arquivado | Set 5         |       |               | Ginásio do Maracanãzinho, Rio de Janeiro Público: 6 351 Árbitro(s): USA Patricia Rolf EGY Nasr Shaaban |

| 16 de agosto 14:00 Relatório: P2P3 Arquivado | Japão | 0–3   | Estados Unidos | Ginásio do Maracanãzinho, Rio de Janeiro Público: 7 226 Árbitro(s): BRA Paulo Turci GER Heike Kraft |
| 16 de agosto 14:00 Relatório: P2P3 Arquivado | 16    | Set 1 | 25             | Ginásio do Maracanãzinho, Rio de Janeiro Público: 7 226 Árbitro(s): BRA Paulo Turci GER Heike Kraft |
| 16 de agosto 14:00 Relatório: P2P3 Arquivado | 23    | Set 2 | 25             | Ginásio do Maracanãzinho, Rio de Janeiro Público: 7 226 Árbitro(s): BRA Paulo Turci GER Heike Kraft |
| 16 de agosto 14:00 Relatório: P2P3 Arquivado | 22    | Set 3 | 25             | Ginásio do Maracanãzinho, Rio de Janeiro Público: 7 226 Árbitro(s): BRA Paulo Turci GER Heike Kraft |
| 16 de agosto 14:00 Relatório: P2P3 Arquivado | Set 4 |       |                | Ginásio do Maracanãzinho, Rio de Janeiro Público: 7 226 Árbitro(s): BRA Paulo Turci GER Heike Kraft |
| 16 de agosto 14:00 Relatório: P2P3 Arquivado | Set 5 |       |                | Ginásio do Maracanãzinho, Rio de Janeiro Público: 7 226 Árbitro(s): BRA Paulo Turci GER Heike Kraft |

| 16 de agosto 18:10 Relatório: P2P3 Arquivado | Rússia | 0–3   | Sérvia | Ginásio do Maracanãzinho, Rio de Janeiro Público: 7 121 Árbitro(s): ESP Susana Rodríguez ARG Hernán Casamiquela |
| 16 de agosto 18:10 Relatório: P2P3 Arquivado | 9      | Set 1 | 25     | Ginásio do Maracanãzinho, Rio de Janeiro Público: 7 121 Árbitro(s): ESP Susana Rodríguez ARG Hernán Casamiquela |
| 16 de agosto 18:10 Relatório: P2P3 Arquivado | 22     | Set 2 | 25     | Ginásio do Maracanãzinho, Rio de Janeiro Público: 7 121 Árbitro(s): ESP Susana Rodríguez ARG Hernán Casamiquela |
| 16 de agosto 18:10 Relatório: P2P3 Arquivado | 21     | Set 3 | 25     | Ginásio do Maracanãzinho, Rio de Janeiro Público: 7 121 Árbitro(s): ESP Susana Rodríguez ARG Hernán Casamiquela |
| 16 de agosto 18:10 Relatório: P2P3 Arquivado | Set 4  |       |        | Ginásio do Maracanãzinho, Rio de Janeiro Público: 7 121 Árbitro(s): ESP Susana Rodríguez ARG Hernán Casamiquela |
| 16 de agosto 18:10 Relatório: P2P3 Arquivado | Set 5  |       |        | Ginásio do Maracanãzinho, Rio de Janeiro Público: 7 121 Árbitro(s): ESP Susana Rodríguez ARG Hernán Casamiquela |

| 16 de agosto 22:15 Relatório: P2P3 Arquivado | Brasil | 2–3   | China | Ginásio do Maracanãzinho, Rio de Janeiro Público: 9 498 Árbitro(s): POL Piotr Dudek SRB Vladimir Simonović |
| 16 de agosto 22:15 Relatório: P2P3 Arquivado | 25     | Set 1 | 15    | Ginásio do Maracanãzinho, Rio de Janeiro Público: 9 498 Árbitro(s): POL Piotr Dudek SRB Vladimir Simonović |
| 16 de agosto 22:15 Relatório: P2P3 Arquivado | 23     | Set 2 | 25    | Ginásio do Maracanãzinho, Rio de Janeiro Público: 9 498 Árbitro(s): POL Piotr Dudek SRB Vladimir Simonović |
| 16 de agosto 22:15 Relatório: P2P3 Arquivado | 22     | Set 3 | 25    | Ginásio do Maracanãzinho, Rio de Janeiro Público: 9 498 Árbitro(s): POL Piotr Dudek SRB Vladimir Simonović |
| 16 de agosto 22:15 Relatório: P2P3 Arquivado | 25     | Set 4 | 22    | Ginásio do Maracanãzinho, Rio de Janeiro Público: 9 498 Árbitro(s): POL Piotr Dudek SRB Vladimir Simonović |
| 16 de agosto 22:15 Relatório: P2P3 Arquivado | 13     | Set 5 | 15    | Ginásio do Maracanãzinho, Rio de Janeiro Público: 9 498 Árbitro(s): POL Piotr Dudek SRB Vladimir Simonović |

### Semifinais
| 18 de agosto 22:15 Relatório: P2P3 Arquivado | China | 3–1   | Países Baixos | Ginásio do Maracanãzinho, Rio de Janeiro Público: 8 411 Árbitro(s): DOM Denny Céspedes ITA Fabrizio Pasquali |
| 18 de agosto 22:15 Relatório: P2P3 Arquivado | 27    | Set 1 | 25            | Ginásio do Maracanãzinho, Rio de Janeiro Público: 8 411 Árbitro(s): DOM Denny Céspedes ITA Fabrizio Pasquali |
| 18 de agosto 22:15 Relatório: P2P3 Arquivado | 23    | Set 2 | 25            | Ginásio do Maracanãzinho, Rio de Janeiro Público: 8 411 Árbitro(s): DOM Denny Céspedes ITA Fabrizio Pasquali |
| 18 de agosto 22:15 Relatório: P2P3 Arquivado | 29    | Set 3 | 27            | Ginásio do Maracanãzinho, Rio de Janeiro Público: 8 411 Árbitro(s): DOM Denny Céspedes ITA Fabrizio Pasquali |
| 18 de agosto 22:15 Relatório: P2P3 Arquivado | 25    | Set 4 | 23            | Ginásio do Maracanãzinho, Rio de Janeiro Público: 8 411 Árbitro(s): DOM Denny Céspedes ITA Fabrizio Pasquali |
| 18 de agosto 22:15 Relatório: P2P3 Arquivado | Set 5 |       |               | Ginásio do Maracanãzinho, Rio de Janeiro Público: 8 411 Árbitro(s): DOM Denny Céspedes ITA Fabrizio Pasquali |

| 18 de agosto 13:00 Relatório: P2P3 Arquivado | Sérvia | 3–2   | Estados Unidos | Ginásio do Maracanãzinho, Rio de Janeiro Público: 5 837 Árbitro(s): RUS Andrey Zenovich EGY Nasr Shaaban |
| 18 de agosto 13:00 Relatório: P2P3 Arquivado | 20     | Set 1 | 25             | Ginásio do Maracanãzinho, Rio de Janeiro Público: 5 837 Árbitro(s): RUS Andrey Zenovich EGY Nasr Shaaban |
| 18 de agosto 13:00 Relatório: P2P3 Arquivado | 25     | Set 2 | 17             | Ginásio do Maracanãzinho, Rio de Janeiro Público: 5 837 Árbitro(s): RUS Andrey Zenovich EGY Nasr Shaaban |
| 18 de agosto 13:00 Relatório: P2P3 Arquivado | 25     | Set 3 | 21             | Ginásio do Maracanãzinho, Rio de Janeiro Público: 5 837 Árbitro(s): RUS Andrey Zenovich EGY Nasr Shaaban |
| 18 de agosto 13:00 Relatório: P2P3 Arquivado | 16     | Set 4 | 25             | Ginásio do Maracanãzinho, Rio de Janeiro Público: 5 837 Árbitro(s): RUS Andrey Zenovich EGY Nasr Shaaban |
| 18 de agosto 13:00 Relatório: P2P3 Arquivado | 15     | Set 5 | 13             | Ginásio do Maracanãzinho, Rio de Janeiro Público: 5 837 Árbitro(s): RUS Andrey Zenovich EGY Nasr Shaaban |

### Disputa pelo bronze
| 20 de agosto 13:00 Relatório: P2 P3 Arquivado | Países Baixos | 1–3   | Estados Unidos | Ginásio do Maracanãzinho, Rio de Janeiro Público: 7 897 Árbitro(s): BRA Paulo Turci POL Piotr Dudek |
| 20 de agosto 13:00 Relatório: P2 P3 Arquivado | 23            | Set 1 | 25             | Ginásio do Maracanãzinho, Rio de Janeiro Público: 7 897 Árbitro(s): BRA Paulo Turci POL Piotr Dudek |
| 20 de agosto 13:00 Relatório: P2 P3 Arquivado | 27            | Set 2 | 25             | Ginásio do Maracanãzinho, Rio de Janeiro Público: 7 897 Árbitro(s): BRA Paulo Turci POL Piotr Dudek |
| 20 de agosto 13:00 Relatório: P2 P3 Arquivado | 22            | Set 3 | 25             | Ginásio do Maracanãzinho, Rio de Janeiro Público: 7 897 Árbitro(s): BRA Paulo Turci POL Piotr Dudek |
| 20 de agosto 13:00 Relatório: P2 P3 Arquivado | 19            | Set 4 | 25             | Ginásio do Maracanãzinho, Rio de Janeiro Público: 7 897 Árbitro(s): BRA Paulo Turci POL Piotr Dudek |
| 20 de agosto 13:00 Relatório: P2 P3 Arquivado | Set 5         |       |                | Ginásio do Maracanãzinho, Rio de Janeiro Público: 7 897 Árbitro(s): BRA Paulo Turci POL Piotr Dudek |

### Final
| 20 de agosto 22:15 Relatório: P2 P3 Arquivado | China | 3–1   | Sérvia | Ginásio do Maracanãzinho, Rio de Janeiro Público: 8 773 Árbitro(s): ESP Susana Rodríguez USA Patricia Rolf |
| 20 de agosto 22:15 Relatório: P2 P3 Arquivado | 19    | Set 1 | 25     | Ginásio do Maracanãzinho, Rio de Janeiro Público: 8 773 Árbitro(s): ESP Susana Rodríguez USA Patricia Rolf |
| 20 de agosto 22:15 Relatório: P2 P3 Arquivado | 25    | Set 2 | 17     | Ginásio do Maracanãzinho, Rio de Janeiro Público: 8 773 Árbitro(s): ESP Susana Rodríguez USA Patricia Rolf |
| 20 de agosto 22:15 Relatório: P2 P3 Arquivado | 25    | Set 3 | 22     | Ginásio do Maracanãzinho, Rio de Janeiro Público: 8 773 Árbitro(s): ESP Susana Rodríguez USA Patricia Rolf |
| 20 de agosto 22:15 Relatório: P2 P3 Arquivado | 25    | Set 4 | 23     | Ginásio do Maracanãzinho, Rio de Janeiro Público: 8 773 Árbitro(s): ESP Susana Rodríguez USA Patricia Rolf |
| 20 de agosto 22:15 Relatório: P2 P3 Arquivado | Set 5 |       |        | Ginásio do Maracanãzinho, Rio de Janeiro Público: 8 773 Árbitro(s): ESP Susana Rodríguez USA Patricia Rolf |

## Classificação final
Esta foi a classificação final do torneio:
| Pos. | Equipe         |
| ---- | -------------- |
|      | China          |
|      | Sérvia         |
|      | Estados Unidos |
| 4    | Países Baixos  |
| 5    | Brasil         |
| 5    | Japão          |
| 5    | Coreia do Sul  |
| 5    | Rússia         |
| 9    | Argentina      |
| 9    | Itália         |
| 11   | Camarões       |
| 11   | Porto Rico     |

## Estatísticas
Este é um sumário das estatísticas individuais, abarcando só as jogadores que alcançaram as semifinais.
Maiores pontuadoras
| Pos. | Nome                    | Pontuação |
| ---- | ----------------------- | --------- |
| 1    | CHN Zhu Ting            | 179       |
| 2    | NED Lonneke Slöetjes    | 157       |
| 3    | SRB Tijana Bošković     | 137       |
| 4    | SRB Brankica Mihajlović | 121       |
| 5    | NED Anne Buijs          | 104       |
| 5    | USA Foluke Akinradewo   | 104       |

| Pos. | Nome                    | %     |
| ---- | ----------------------- | ----- |
| 1    | CHN Zhu Ting            | 42.27 |
| 2    | SRB Brankica Mihajlović | 31.60 |
| 3    | NED Lonneke Slöetjes    | 28.57 |
| 3    | USA Jordan Larson       | 28.57 |
| 5    | USA Kimberly Hill       | 28.00 |

| Pos. | Nome                  | %    |
| ---- | --------------------- | ---- |
| 1    | SRB Milena Rašić      | 0.83 |
| 2    | NED Robin de Kruijf   | 0.76 |
| 3    | USA Foluke Akinradewo | 0.56 |
| 3    | USA Rachael Adams     | 0.56 |
| 5    | CHN Zhu Ting          | 0.48 |

| Pos. | Nome                | %    |
| ---- | ------------------- | ---- |
| 1    | SRB Milena Rašić    | 0.57 |
| 2    | SRB Tijana Bošković | 0.33 |
| 3    | NED Anne Buijs      | 0.30 |
| 4    | CHN Hui Ruoqi       | 0.29 |
| 5    | USA Jordan Larson   | 0.26 |

| Pos. | Nome                | %    |
| ---- | ------------------- | ---- |
| 1    | NED Debby Stam      | 2.30 |
| 2    | CHN Lin Li          | 1.90 |
| 3    | SRB Silvija Popović | 1.80 |
| 4    | USA Kayla Banwarth  | 1.75 |
| 5    | USA Jordan Larson   | 1.56 |

| Pos. | Nome                | %     |
| ---- | ------------------- | ----- |
| 1    | USA Alisha Glass    | 10.47 |
| 2    | NED Laura Dijkema   | 10.36 |
| 3    | SRB Maja Ognjenović | 9.03  |
| 4    | CHN Ding Xia        | 5.52  |
| 5    | CHN Wei Qiuyue      | 4.74  |

| Pos. | Nome                | %     |
| ---- | ------------------- | ----- |
| 1    | SRB Silvija Popović | 45.32 |
| 2    | USA Jordan Larson   | 44.05 |
| 3    | USA Kayla Banwarth  | 41.72 |
| 4    | CHN Zhu Ting        | 39.16 |
| 5    | CHN Lin Li          | 35.06 |

## Melhores jogadoras
Estas foram considerados as melhores jogadoras do torneio:
| - Most Valuable Player (MVP) Zhu Ting - Melhor levantadora Alisha Glass - Melhores ponteiras Brankica Mihajlović Zhu Ting | - Melhores centrais Milena Rašić Foluke Akinradewo - Melhor oposta Lonneke Slöetjes - Melhor líbero Lin Li |